# 체육공원역
체육공원역(Sports Park station, 體育公園驛)은 대한민국 부산광역시 강서구 대저동에 있는 부산 도시철도 3호선의 전철역이다.

## 역사
- 1997년 11월 25일(화요일) : 부산 도시철도 3호선 대저역~수영역 구간 착공
- 2005년 11월 28일(월요일) : 부산 도시철도 3호선 대저역~수영역 구간 개통과 함께 영업 개시

## 특징
역 밑으로 농수로가 나 있는 것이 특징이다.

## 역 구조
출입구는 3개다.

### 승강장
2면 2선의 상대식 승강장을 갖춘 고가역이며, 반밀폐형 스크린도어가 설치되어 있다.
| 강서구청 ↑ |
| \| 상      |
| ↓ 대저     |

| 상행 | ● 부산 도시철도 3호선 | 구포·덕천·미남·연산·수영 방면 |
| 하행 | ● 부산 도시철도 3호선 | 대저 방면                     |

## 역 주변
- 강서체육공원
- 부산강서실내체육관 (프로배구 V-리그 남자부 OK저축은행 읏맨 홈구장)
- 낙동중학교

## 승차량 변동
역 바로 밑에 있는 강서체육공원은 규모도 크고 많은 사람들이 이용하는 편이나 강서체육공원을 이용하는 사람들은 대부분 다 자가용을 이용해 온다. 부산 도시철도 3호선의 역들 중 승객이 가장 적은 역이다.
| 노선  | 승차 인원 | 승차 인원 | 승차 인원 | 승차 인원 | 승차 인원 | 승차 인원 | 승차 인원 | 승차 인원 | 주 석 |
| 노선  | 2005년    | 2006년    | 2007년    | 2008년    | 2009년    | 2010년    | 2011년    | 2012년    | 주 석 |
| ----- | --------- | --------- | --------- | --------- | --------- | --------- | --------- | --------- | ----- |
| 3호선 | 1080      | 1278      | 1213      | 1285      | 1312      | 1390      | 1411      | 1051      | [ 2 ] |
| 노선  | 2013년    | 2014년    | 2015년    | 2016년    | 2017년    | 2018년    | 2019년    | 2020년    |       |
| 3호선 | 1011      | 976       | 967       | ?         | ?         | ?         | ?         | ?         | [ 2 ] |

## 인접한 역
| 부산 도시철도 3호선    | 부산 도시철도 3호선   | 부산 도시철도 3호선 |
| ---------------------- | --------------------- | ------------------- |
| 315 강서구청 수영 방면 | ● 부산 도시철도 3호선 | 317 대저 방면       |